# Stratiomydas nayaritae
Stratiomydas nayaritae är en tvåvingeart som beskrevs av Wilcox, Papavero och Therezinha Pimentel 1989. Stratiomydas nayaritae ingår i släktet Stratiomydas och familjen Mydidae. Inga underarter finns listade i Catalogue of Life.